# Татарська кавалерія
Кавалерія татарська (пол. Jazda tatarska) виникла у війську князя Гедиміна Великого князівства литовського у XIV ст. з татар, що перебрались жити на терени князівства в часи міжусобних війн ханів Золотої орди, зокрема за панування хана Узбека, який запровадив іслам. Значний приплив татар відбувся за князювання Вітовта. Від нього вони отримали привілей на право володіння наданими землями і свободу віровизнання в обмін на обов'язок військової служби у кавалерійських корогвах. Так 1410 р. у Грюнвальдській битві у складі литовського війська взяли участь татарські корогви хана Джелал ад-Діна.
Надалі хоругви поповнювались за рахунок втікачів з Кримського ханства. При реорганізації королем Владиславом IV Васою війська у 1630-х роках татарська кавалерія увійшла до народового аутораменту. З XVII ст. у хоругвах легкої татарської кавалерії крім татар служили українці, поляки, литовці, які рекрутувались за товариською системою. Такі хоругви були поширені у приватних військах магнатів Поділля, Пониззя Дніпра. Використовувались для розвідки, охорони, переслідування ворога. Кавалеристи не мали захисних лат та були озброєні луками, шаблями, з 1676 р. короткими списами дзідами (піками). Після Великої Північної війни поч. XVIII ст. татарські хоругви почали занепадати через свою неефективність проти модерних армій. На їх основі виникли хоругви легкої кавалерії — уланів. Під такою назвою їх стали застосовувати у саксонській армії Августа Веттіна, звідки вони потрапили до війська Франції.